# 江鹜
參數所指定的目標頁面不存在，建議更正成存在頁面或直接建立下列一個頁面（建立前請先搜尋是否有合適的存在頁面可以取代）：
- 江鹜 (1921年)

江鹜（1940年—），祖籍安徽省泗县，1949年来台，海军官校58期、革命实践研究院结业。1988年海军少将退役，在高雄港担任引水人。
江鹜曾参与越南撤侨，获颁“国军英雄”。